# Denise René
Denise René, geboren als Denise Bleibtreu (Parijs, juni 1913 – 9 juli 2012) was een Franse galeriehouder en kunsthandelaar.
Haar ouders kwamen uit Hongarije. Op 13 juni 1944, net na de Tweede Wereldoorlog, opende zij haar galerie op de derde verdieping van Rue de la Boétie in Parijs. In november van hetzelfde jaar opende ze een expositie met werk van Victor Vasarely. In de eerste vijf jaar organiseerde ze exposities van toen reeds bekende kunstenaars zoals Max Ernst, Piet Mondriaan, Alexander Calder, Marcel Duchamp en Hans Arp. Tegelijkertijd gaf ze aandacht aan jonge kunstenaars zoals Jean Dubuffet, Robert Jacobsen, Richard Mortensen, Victor Vasarely, Jean Tinguely, Hugo Demarco en Yaacov Agam.
In 1955 organiseerde zij een groepstentoonstelling met kinetische kunst, die internationale aandacht kreeg en haar tot het centrum van de avangardistische kunst maakte. ‘Le mouvement‘ toonde van 6 tot en met 30 april werken van Agam, Pol Bury, Calder, Duchamps ‘Rotary Demisphere‘ (1925), Jacobsen, Mortensen, Soto, Tinguely en Vasarely. Een geel manifest met de kreten ‘Kleur, Licht, Beweging, Tijd’ werd onder belangstellenden verdeeld.
René besteedde ook aandacht aan kunstenaars uit het Oost-Europese gebied, die in Parijs (en Europa) slecht vertegenwoordigd waren en weinig aandacht kregen. De Hongaar Lajos Kassák, de Pool Henryk Stażewski en de Rus Kazimir Malevitsj hadden, even als vele anderen, hun internationale doorbraak aan haar te danken. Dat geldt ook voor jonge Latijns-Amerikaanse kunstenaars zoals Jesús Rafael Soto uit Venezuela.
In 2001 werd René geëerd met een grote tentoonstelling in het Centre Georges Pompidou, met de titel ‘Denise René – une galerie dans l’aventure de l’art abstrait 1945–1978’. De Europese galerievereniging Federation of European Art Galleries Association (FEAGA) verleende haar in 2006 (samen met Ellen de Bruijne) de FEAGA Award. Tevens was zij draagster van de Franse orde Legioen van Eer.